# Scotopelia
Chouettes-pêcheuses
Genre
Scotopelia est un genre d'oiseaux de la famille des Strigidae, comptant trois espèces appelées chouettes-pêcheuses.

## Répartition
Les espèces de ce genre se rencontrent en Afrique subsaharienne.

## Liste d'espèces
D'après la classification de référence (version 14.1, 2024) de l'Union internationale des ornithologues, il y a 3 espèces du genre Scotopelia.
Liste des espèces par ordre philogénique :
- Scotopelia peli Bonaparte, 1850 — Chouette-pêcheuse de Pel ;
- Scotopelia ussheri Sharpe, 1871 — Chouette-pêcheuse rousse ;
- Scotopelia bouvieri Sharpe, 1875 — Chouette-pêcheuse de Bouvier.